# Louis de Cormontaigne
Louis de Cormontaigne (* 1695 in Straßburg; † 20. Oktober 1752 in Metz) war ein französischer Festungsbaumeister Ludwigs XV. und Feldmarschall.

## Leben

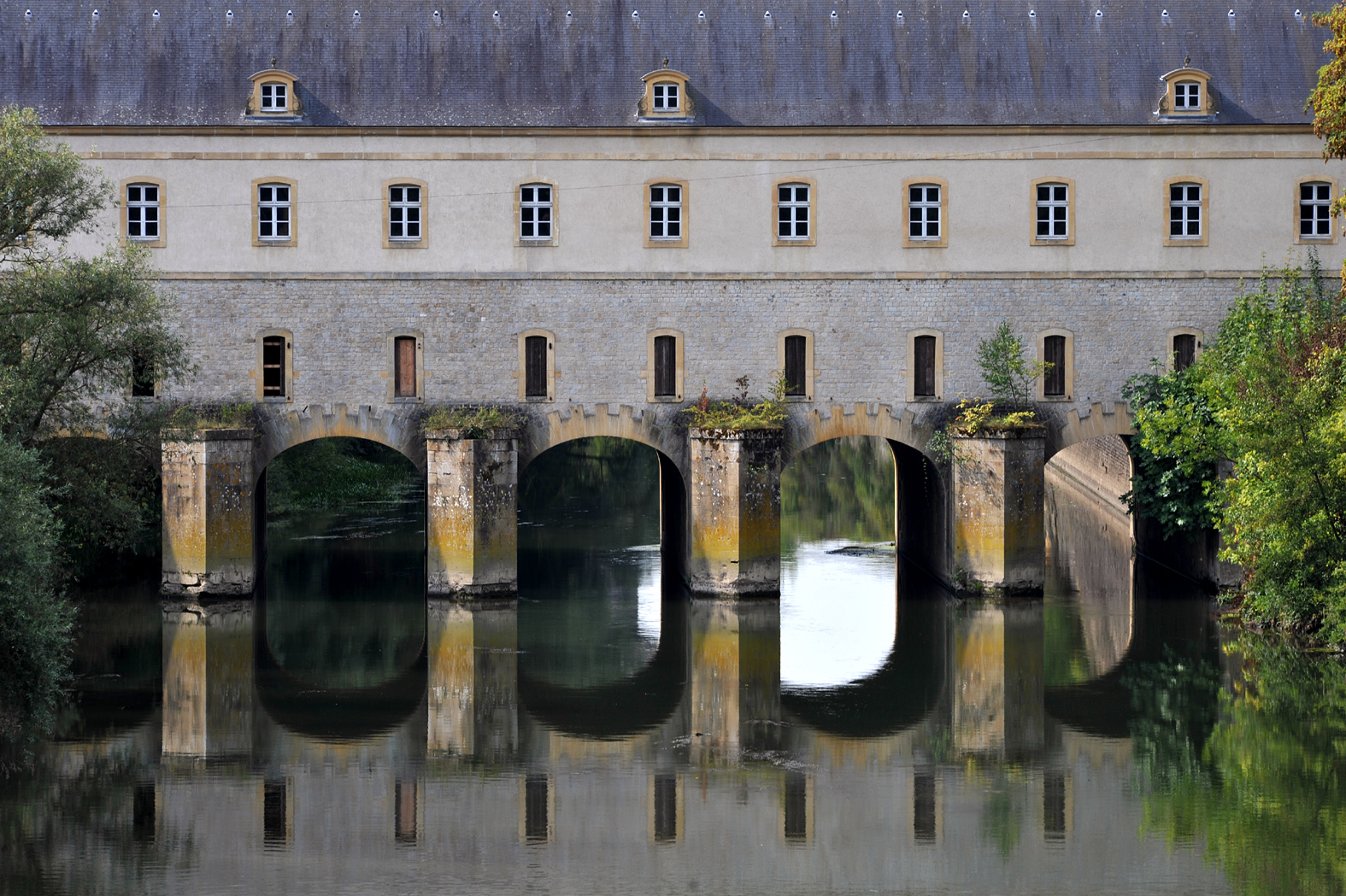
Pont de Cormontaigne, Pont-écluse Sud, eine der beiden historischen verteidigungsfähigen Brücken über den Kanal des fortifications in Thionville; Moselle, Frankreich

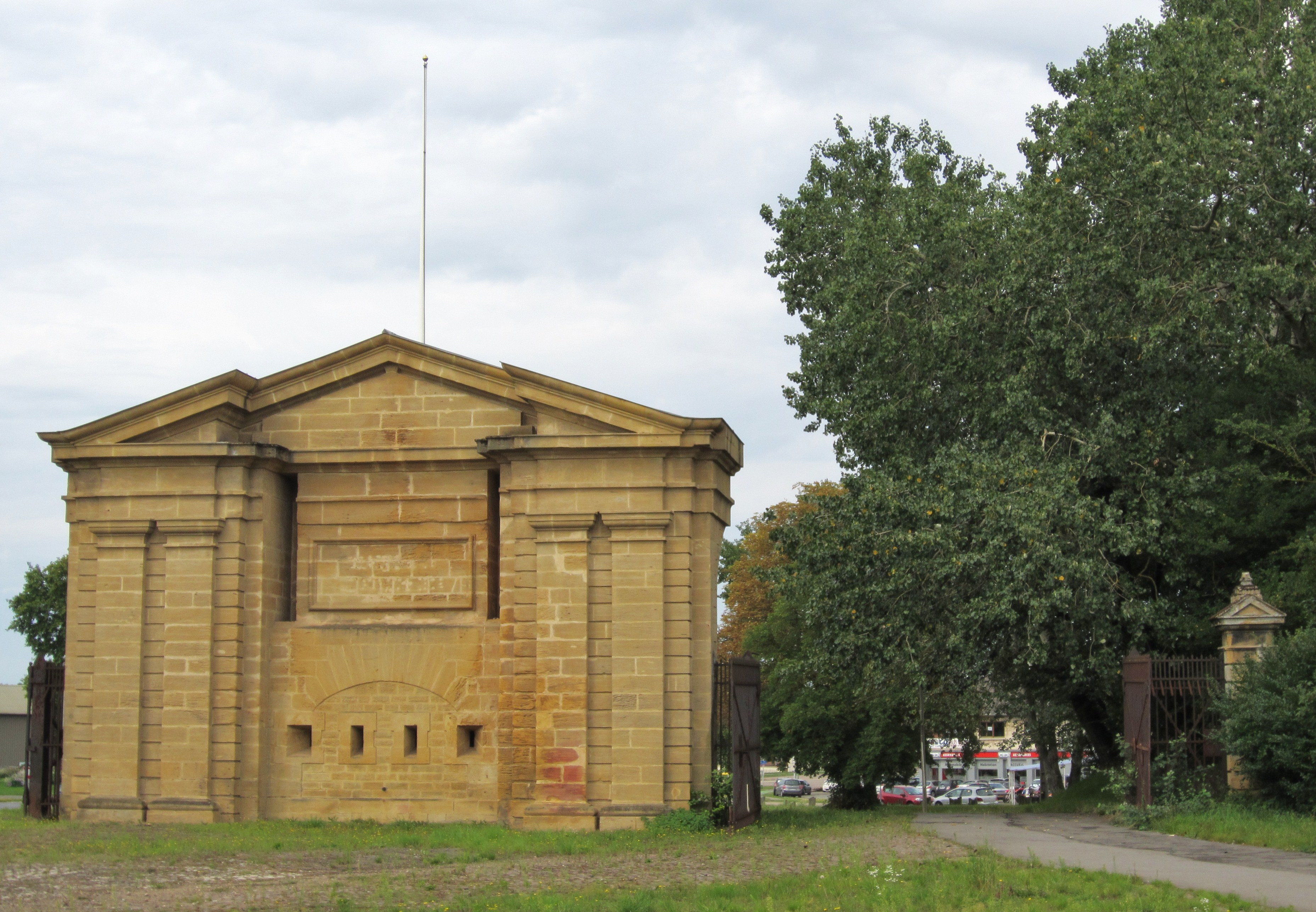
Porte de Sarrelouis (Thionville)

Louis de Cormontaigne gilt als bedeutender Vertreter des barocken Festungsbaus im Heiligen Römischen Reich. Daneben machte er sich mit dem Bau von militärischen Verwaltungsgebäuden einen Namen. Er verbesserte die Festungsgeometrie Vaubans durch veränderte Lage der Flanken, eine größere Öffnung des Bollwerkwinkels und Vergrößerung des Ravelins.
Louis de Cormontaigne begann seine militärische Laufbahn als Leutnant der Infanterie und  Ingenieur-Volontär mit 18 Jahren bei der Belagerung von Landau (1713) und Freiburgs im Rahmen des Spanischen Erbfolgekriegs. Anschließend wurde er an der Schule für Militäringenieure zugelassen. 1715 wurde er Fort Barraux zugeteilt. 1726 taucht sein Name in Sélestat auf. Louis de Cormontaigne wurde im Jahre 1728 zum Leutnant und 1729 zum Kapitän im Régiment de Navarre ernannt.
Im Laufe des Jahres 1728 kam er in Metz an. Durch Marquis Claude François Bidal, 1er marquis d’Asfeld, Generaldirektor der Befestigungen des Reiches, wurde ihm die weitere Verstärkung der Festung Metz durch die vorgeschobenen Werke Double Couronne du Fort Moselle und Belle Croix im Osten und Nordwesten übertragen. Im Jahr 1733 ernannte man ihm zum leitenden Militäringenieur von Metz. Als Oberingenieur leitete er im Polnischen Thronfolgekrieg die Belagerung von Philippsburg (1734) und Mont Royal, Trarbach. An der Stelle des antiken Amphitheaters, baute er im Jahr 1737 nach den Plänen von Vauban nicht nur eine Redoute an der Seille, eine starke Bastion vor der Süd-Festung von Metz, sondern auch die Place Saint-Thiébault einschließlich Kanonengießerei und dem Sitz der Artilleriedirektion. Die Redoute an der Seille vor dem Saint-Thiébault Wall wurde im Zuge des Ausbaus durch die Deutschen während der Einrichtung des neuen Bahnhof Metz, erbaut von 1905 bis 1908, zerstört.
Der Österreichische Erbfolgekrieg führte ihn 1744 gegen die Österreichischen Niederlande. Im Jahre 1744 wurde er zum Genie-Direktor von Metz (Fort Bellecroix), Thionville und Bitche ernannt, deren Befestigung er verstärkt. 1745 wurde ihm die Geniedirection der Trois-Évêchés anvertraut. Zwischen 1746 und 1752 wurden die Ponts-écluse über den Canal des fortifications, zwei Schleusenbrücken in Thionville, wovon eine als Monument historique klassiert ist, auf Basis seiner Entwürfe gebaut. Die Brücke trägt noch heute seinen Namen. Zur weiteren Befestigung der Stadt baute er die Couronné de Yutz.
Er wurde am 10. Mai 1748 zum Feldmarschall ernannt.

## Werke
- Architecture militaire ou l’art de fortifier[4]
- Œuvres posthumes de Cormontaigne, ou mémorial pour la fortification, l’attaque et la défense des places, enrichi d’addition, tirées des autres manuscrits de l’auteur, à Paris, nouv. édition 1815, 1822, 1835[5].
  - Tome 1, Mémorial pour la fortification permanente et passagère.
  - Tome 2, Mémorial pour l’attaque des places.[6]
  - Tome 3, Mémorial pour la défense des places.[7]